# Roman Elwart
Roman Elwart (ur. 2 czerwca 1972) – polski lekkoatleta uprawiający biegi długodystansowe, specjalizujący się w biegu 24-godzinnym.

## Życiorys
W 2015 roku podczas Mistrzostw Polski w biegu 24-godzinnym w Łyse zdobył srebrny medal z wynikiem 234,327 km.
W 2017 roku podczas Mistrzostw Polski w biegu 24-godzinnym w Łodzi zdobył brązowy medal z wynikiem 241,708 km.
Podczas rozgrywanych 1 lipca w Belfaście Mistrzostw Świata w biegu 24-godzinnym zdobył srebrny medal w drużynie z Sebastianem Białobrzeskim i Przemysławem Basa, indywidualnie zajął 17 miejsce z wynikiem 249,785 km.
W 2021 roku podczas Mistrzostw Polski w biegu na 100 km w Pabianicach zdobył brązowy medal z wynikiem 7:52:46.

## Osiągnięcia
| Rok  | Impreza                                      | Miejsce   | Konkurencja   | Pozycja     | Wynik     |
| ---- | -------------------------------------------- | --------- | ------------- | ----------- | --------- |
| 2016 | Mistrzostwa Europy w biegu 24-godzinnym 2016 | Albi      | indywidualnie | 84. miejsce | 123 839 m |
| 2016 | Mistrzostwa Europy w biegu 24-godzinnym 2016 | Albi      | drużynowo     | 18. miejsce | 440 214 m |
| 2017 | Mistrzostwa Świata w biegu 24-godzinnym 2017 | Belfast   | indywidualnie | 17. miejsce | 249 785 m |
| 2017 | Mistrzostwa Świata w biegu 24-godzinnym 2017 | Belfast   | drużynowo     | 2. miejsce  | 766 934 m |
| 2018 | Mistrzostwa Europy w biegu 24-godzinnym 2018 | Timișoara | indywidualnie | 69. miejsce | 161 367 m |
| 2018 | Mistrzostwa Europy w biegu 24-godzinnym 2018 | Timișoara | drużynowo     | 4. miejsce  | 710 373 m |